# 양숴현

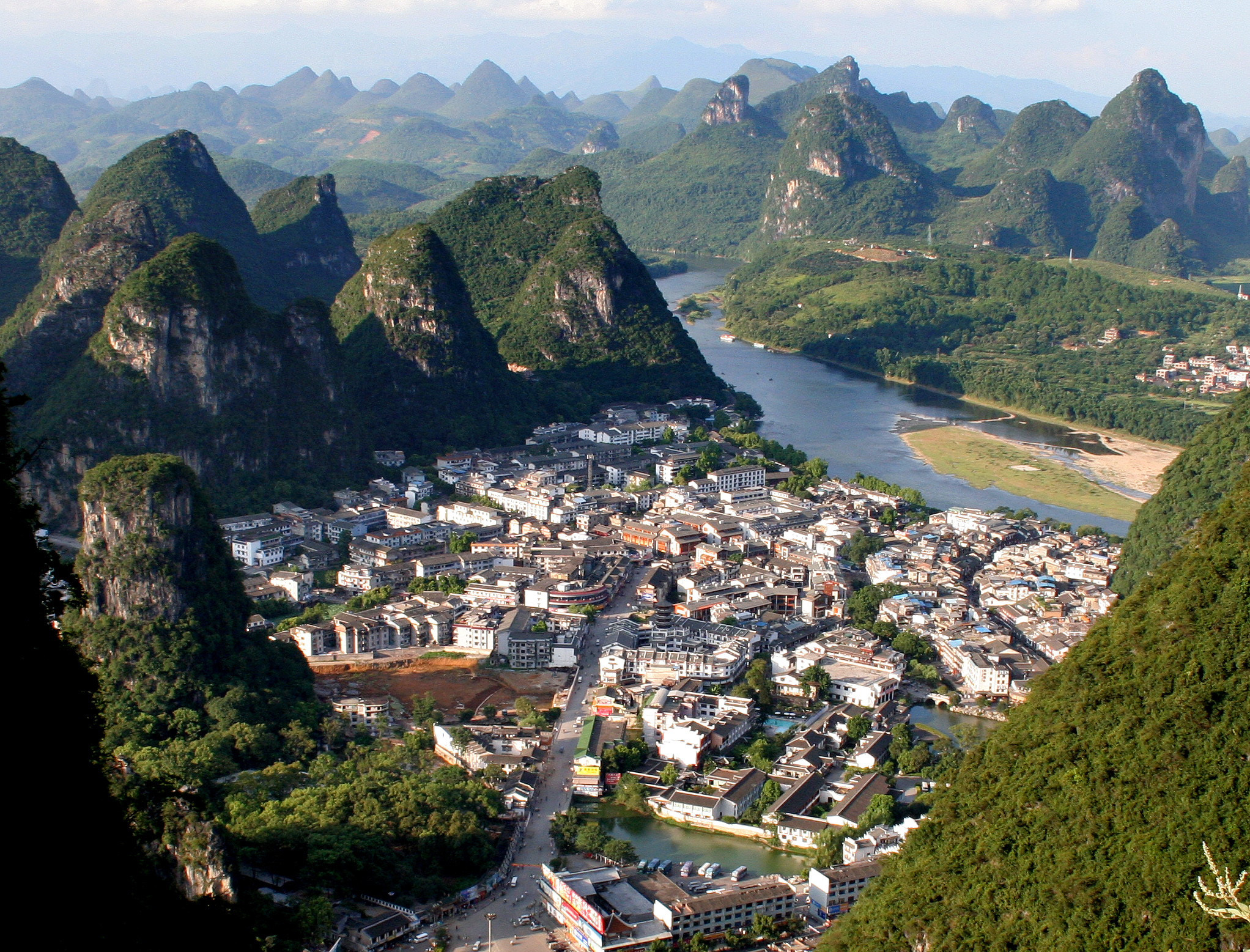
양숴 진의 정경

양숴현(한국어: 양삭현, 중국어: 阳朔县, 병음: Yángshuò Xiàn)은 중국 광시 좡족 자치구 구이린 시의 현급 행정구역이다. 넓이는 1428km2이고, 인구는 300,000명이다. 현청 소재지는 양숴 진(阳朔镇)이다. 주변은 카르스트 봉우리로 둘러싸여 있고 한쪽면이 리장강과 접하여 주변의 구이린에서 버스나 보트로 쉽게 접근이 가능하다. 외국인 배낭객들에게도 인기가 많은 곳이다.

## 개관
마을은 한쪽 면이 리 강과 접한 수많은 카르스트 봉우리와 강 사이의 작은 평지에 위치한다. 두 개의 주요 길이 강과 현 중심부를 연결한다. 외국인들을 위한 호텔, 호스텔과 암벽 등반 시설 및 식당이 있다.

## 행정 구역
6개 진, 3개 향을 관할한다.
- 진: 阳朔镇, 白沙镇, 福利镇, 兴坪镇, 葡萄镇, 高田镇.
- 향: 金宝乡, 普益乡, 杨堤乡.

양숴현
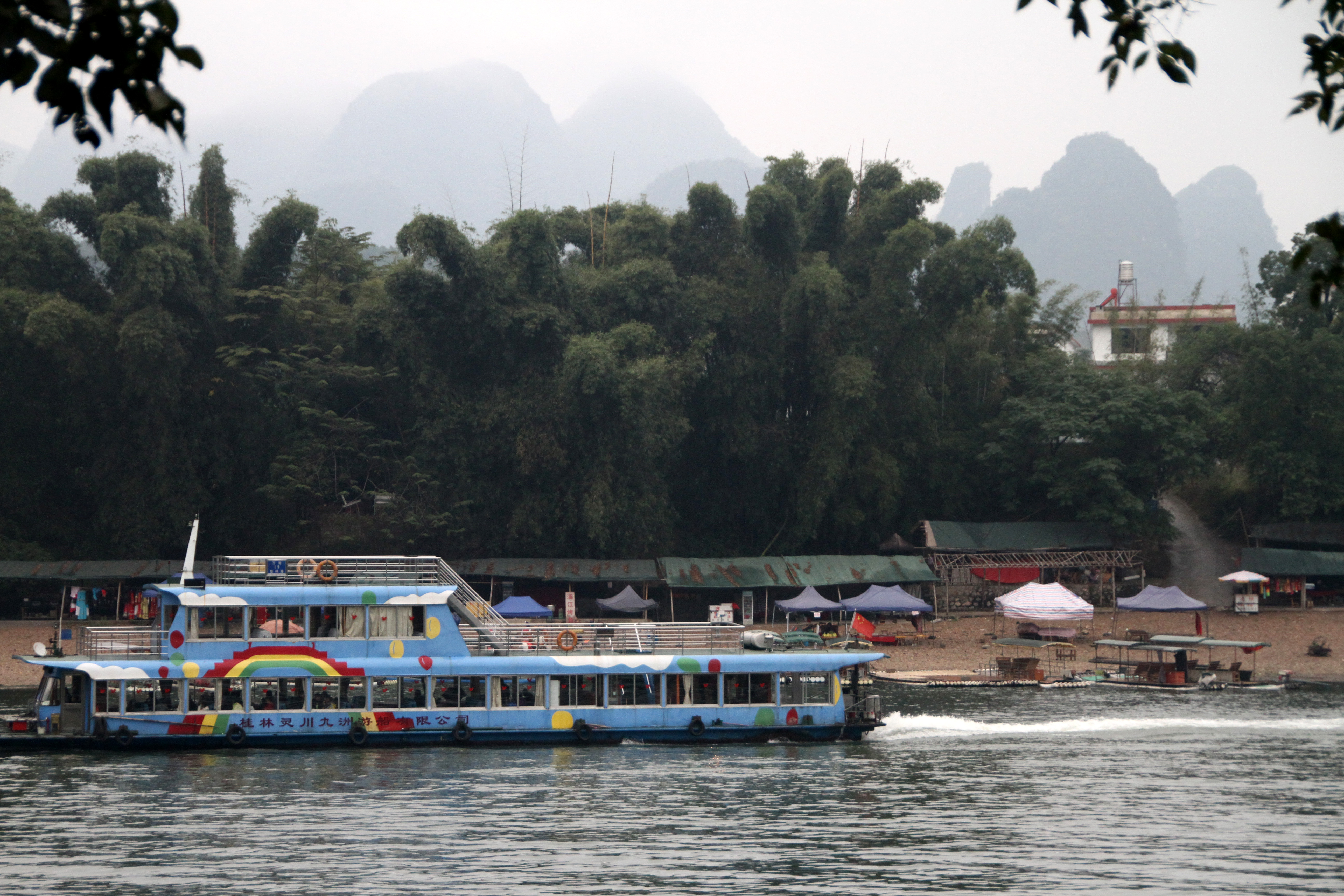
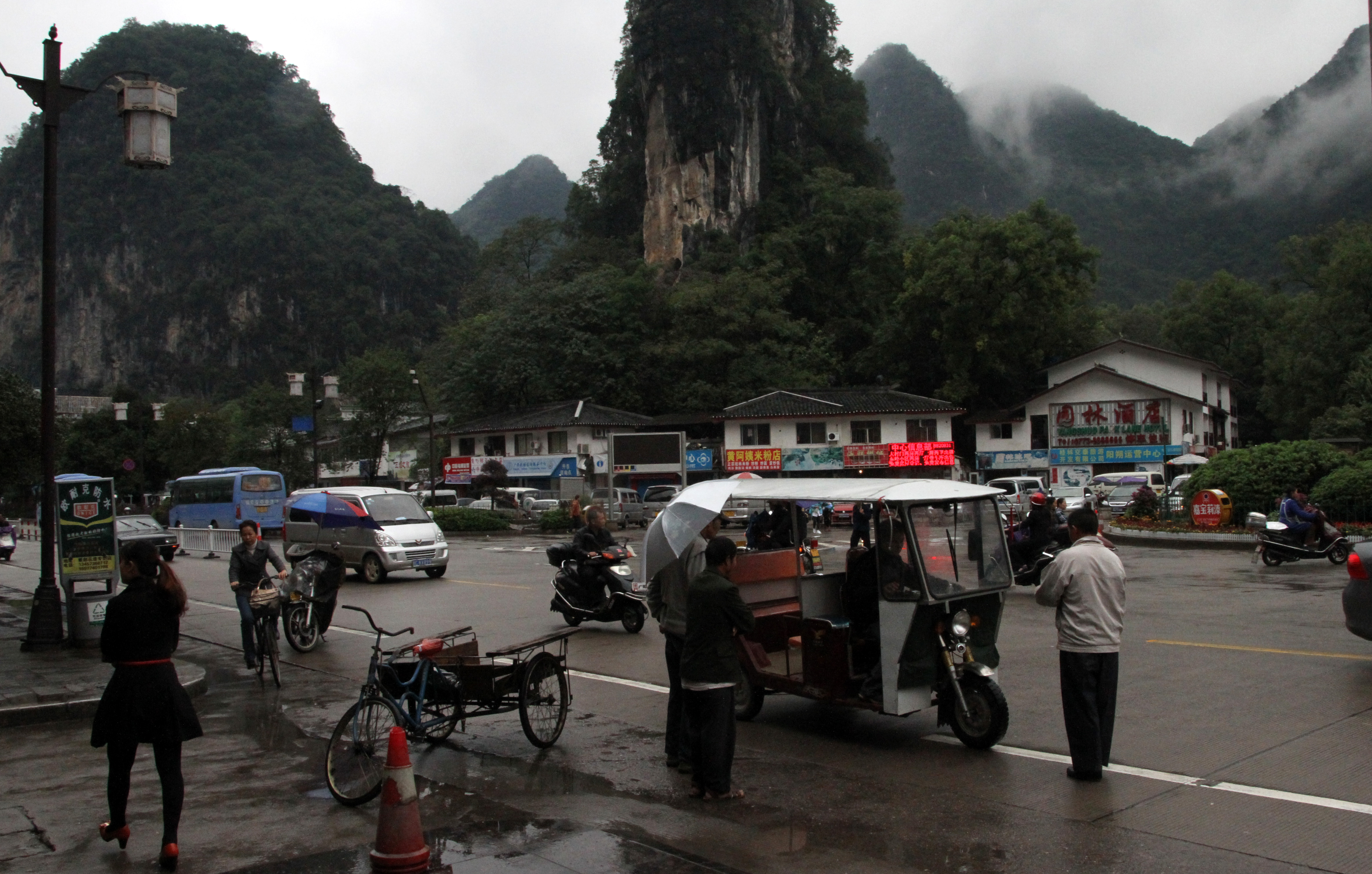
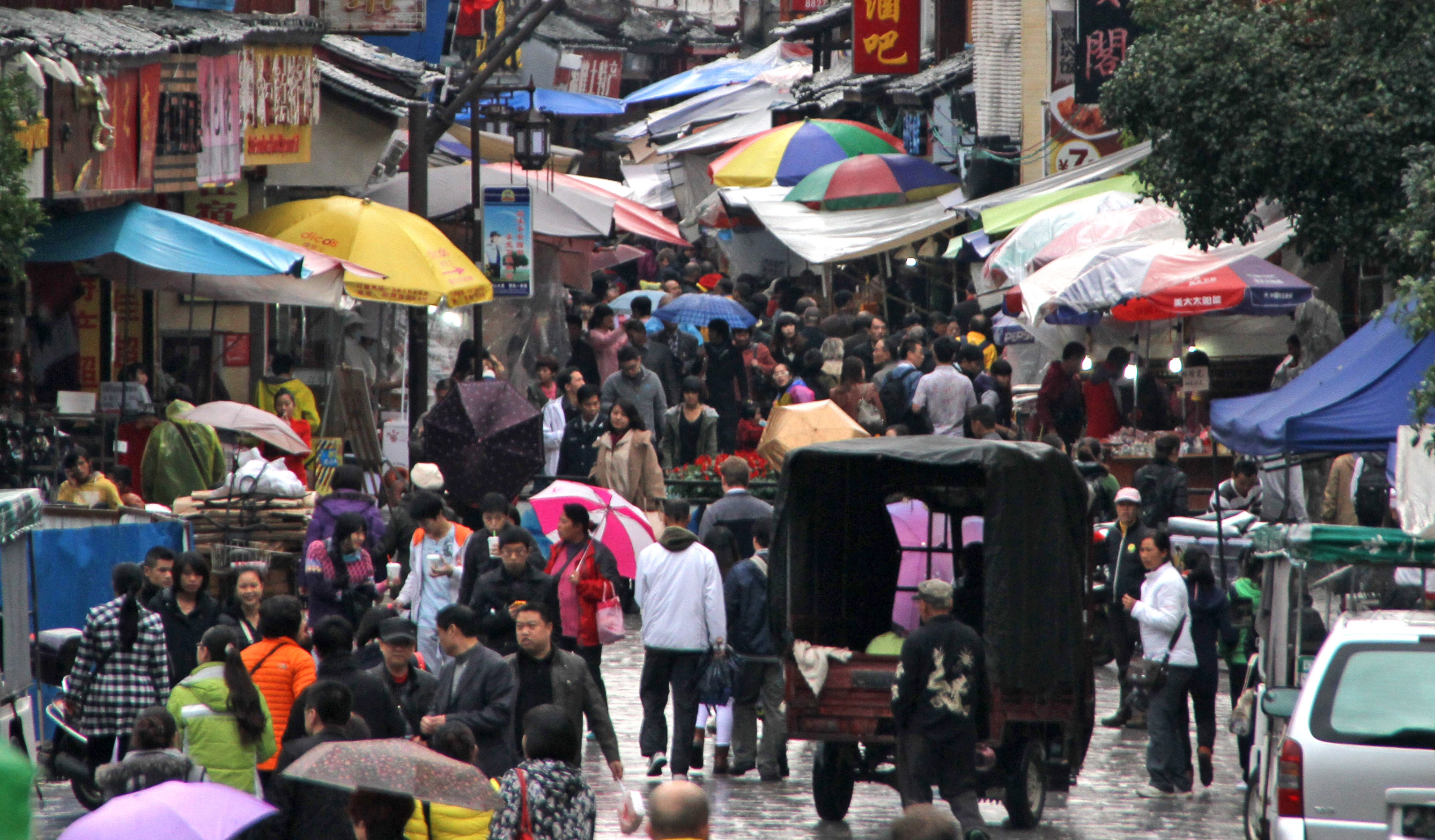
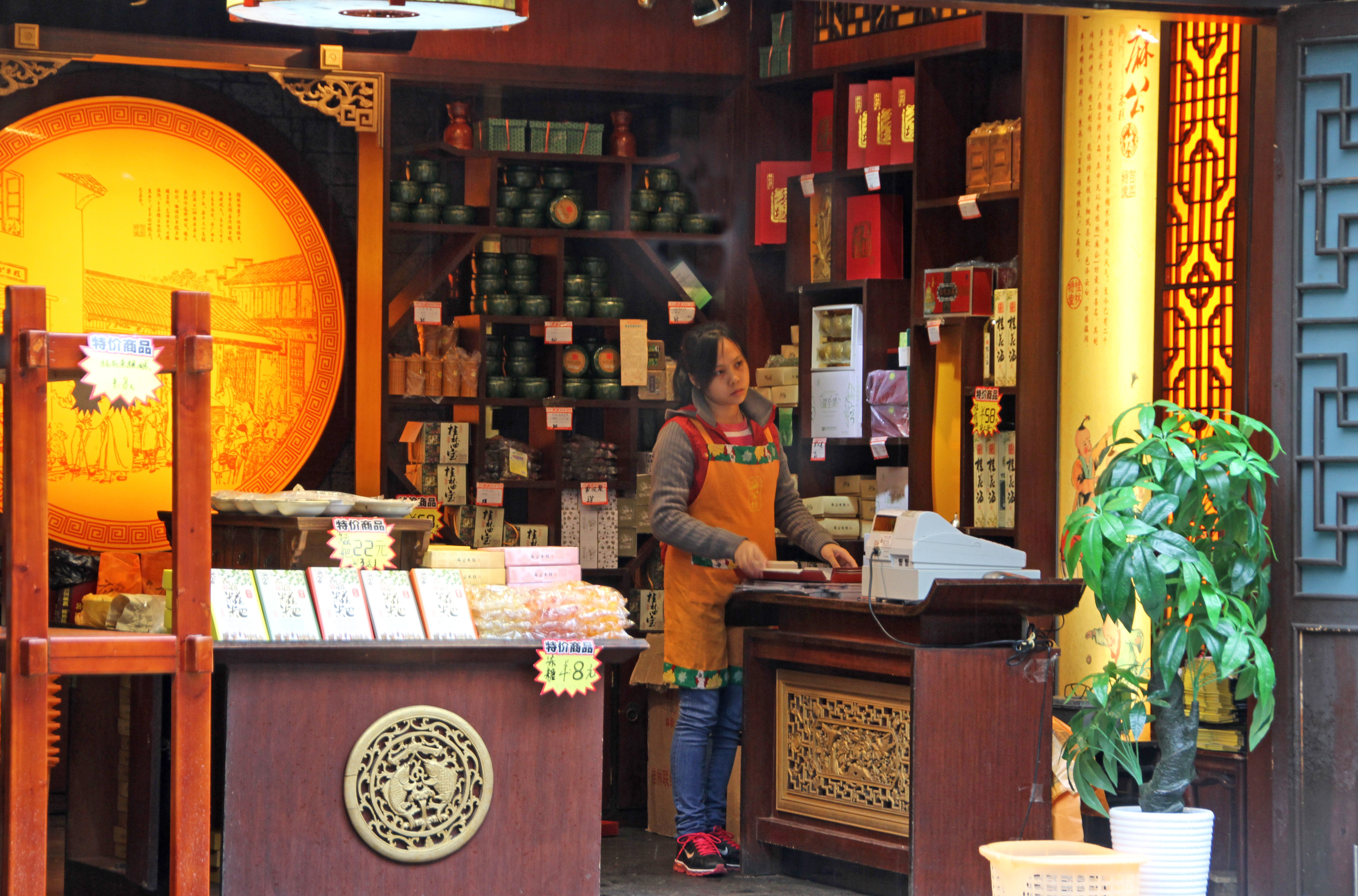
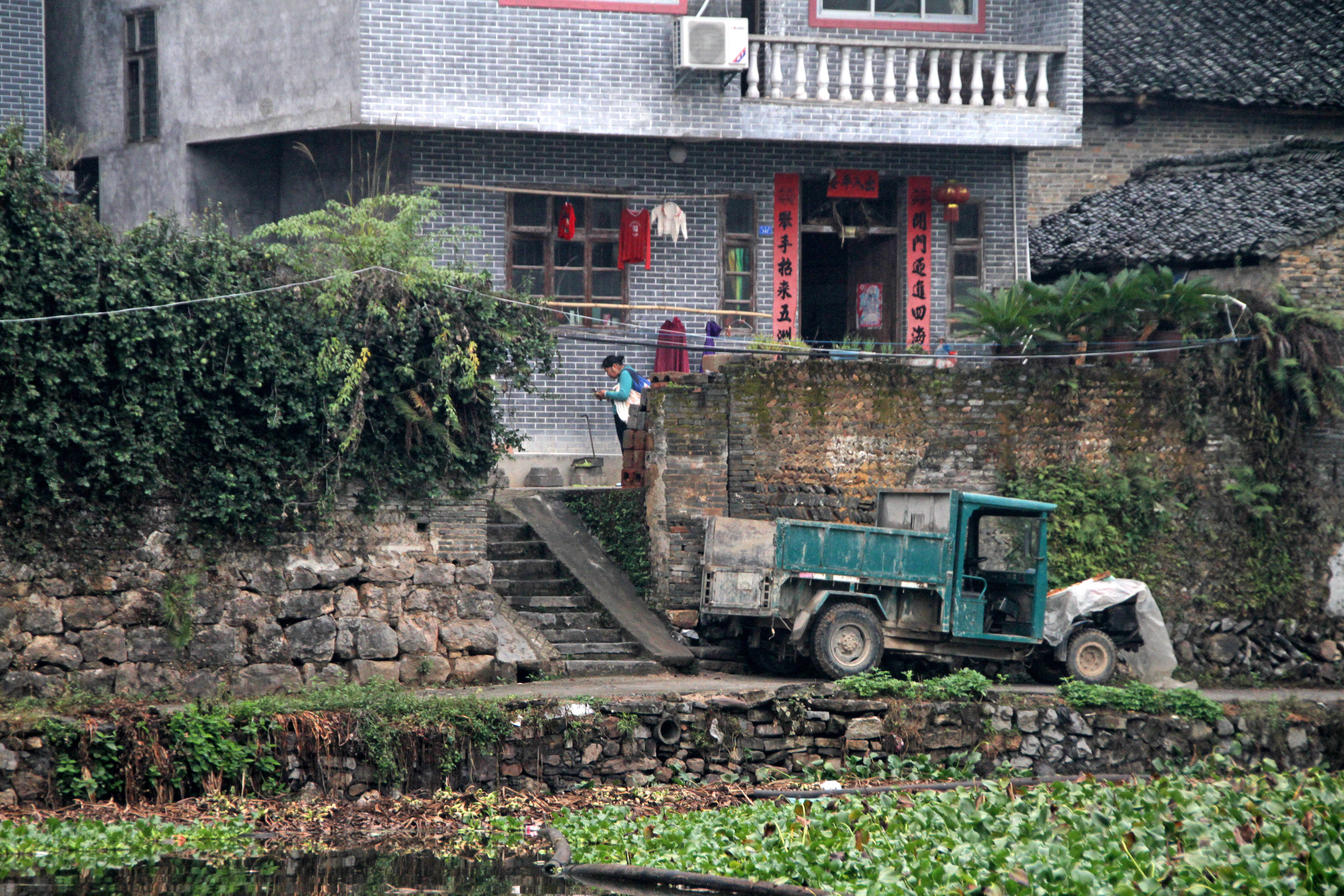
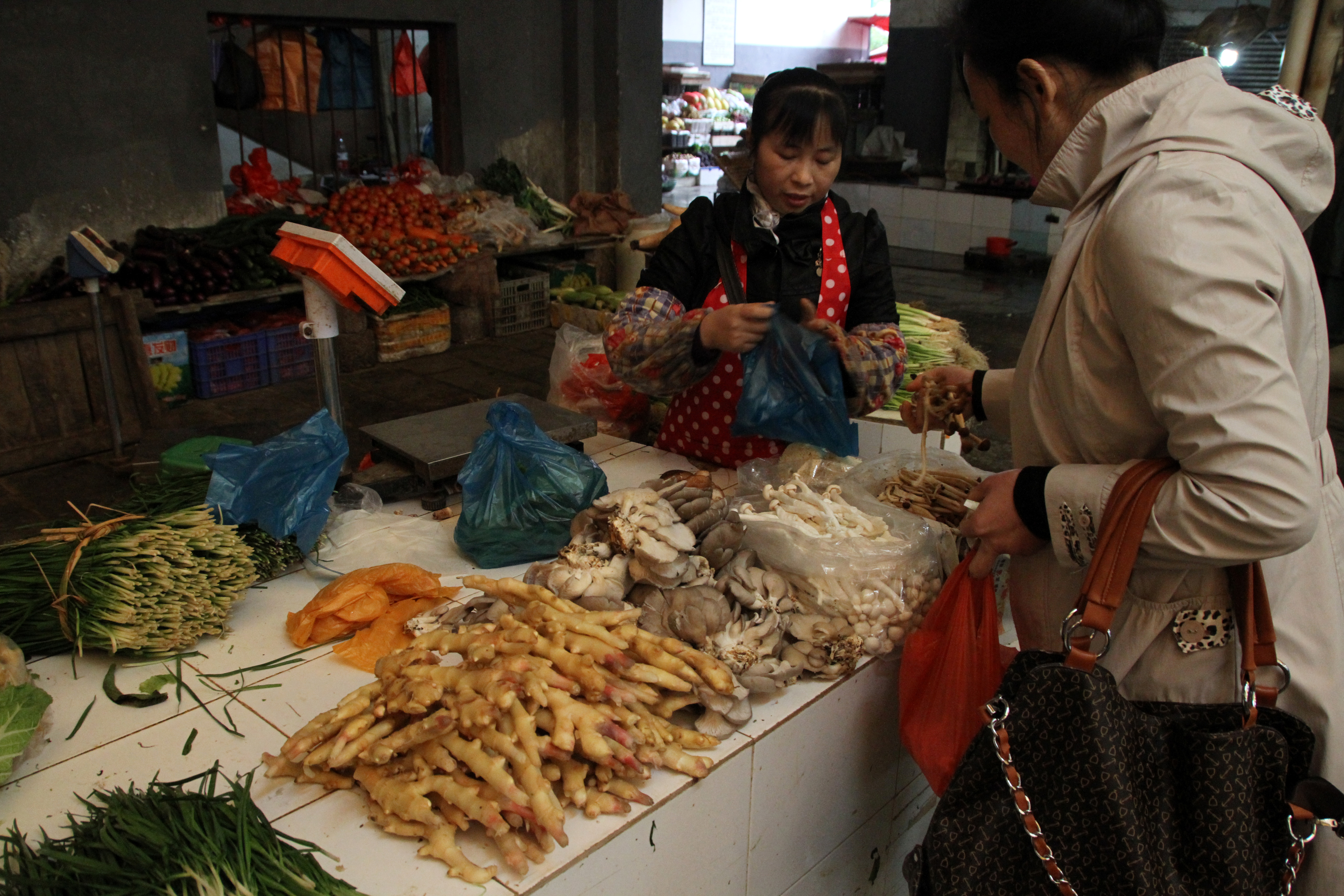
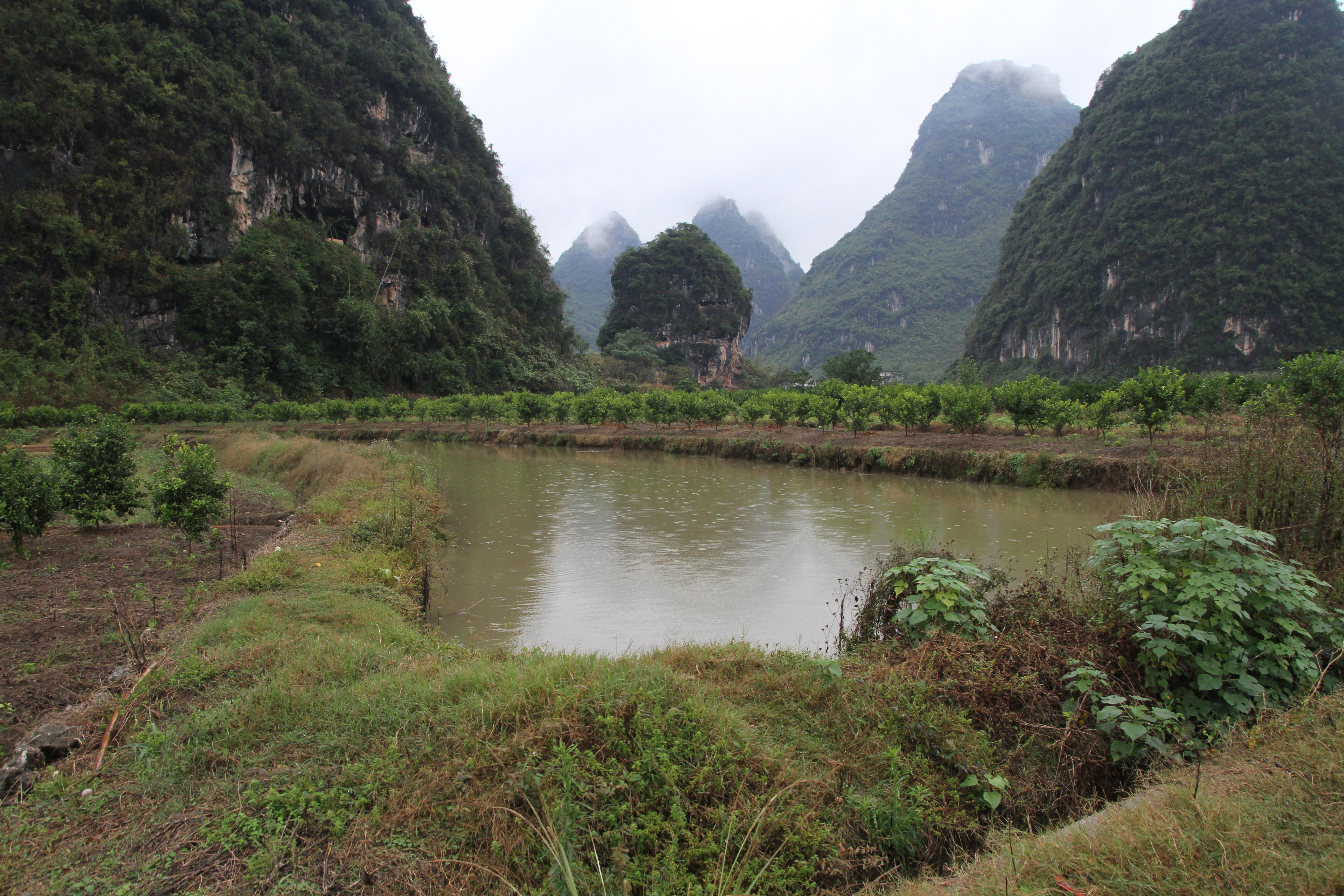
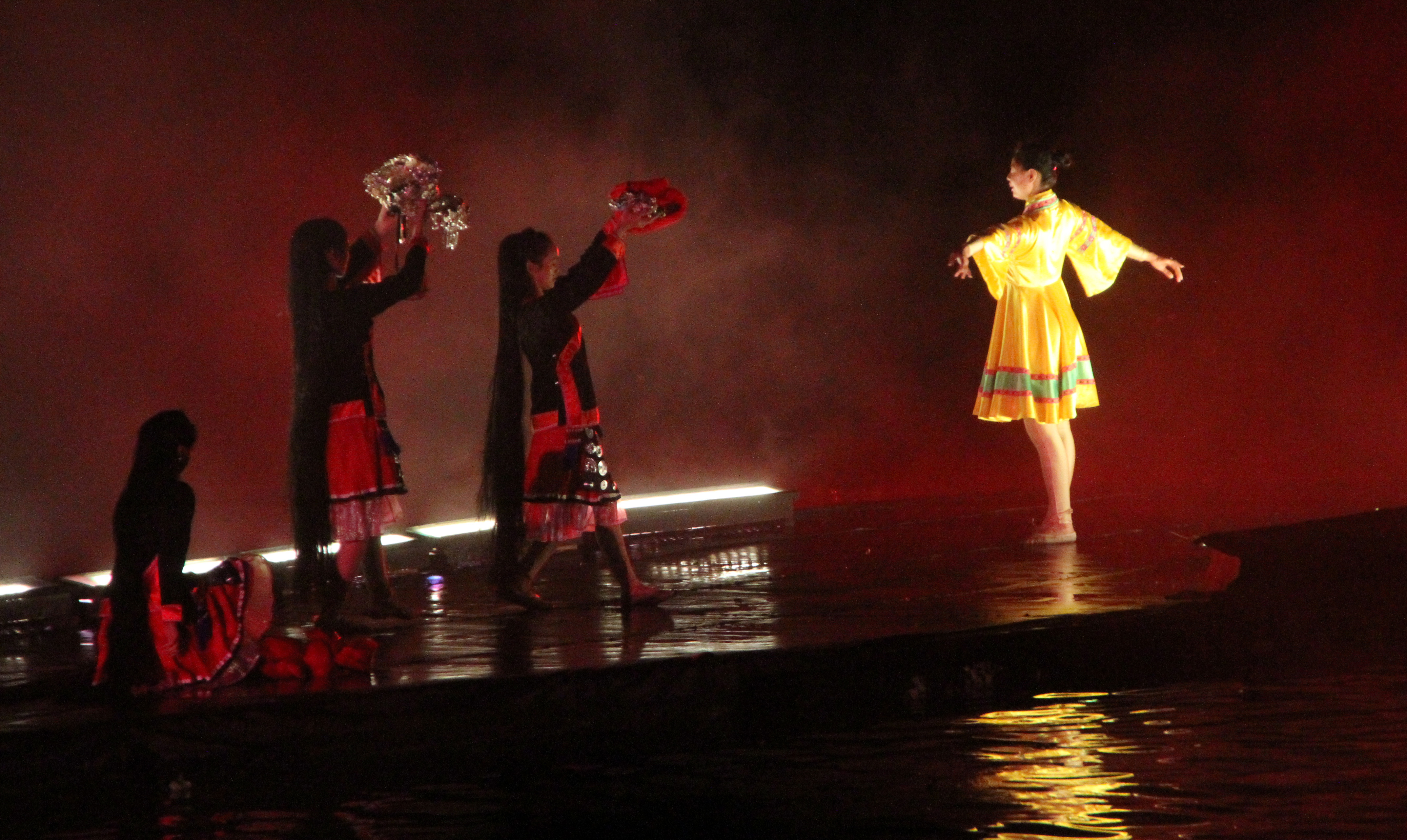